# کایل کورور
کایل کُروِر (انگلیسی: Kyle Korver؛ زادهٔ ۱۷ مارس ۱۹۸۱) بازیکن بسکتبال اهل ایالات متحده آمریکاست. او رکورد بالاترین درصد (%۵۳٫۶) پرتاب سه‌امتیازی در طول یک فصل را در ان‌بی‌ای در اختیار دارد. کورور همچنین برندهٔ جوایزی همچون جایزه ورزشکاری ان‌بی‌ای شده‌است. از باشگاه‌هایی که در آن بازی کرده می‌توان به فیلادلفیا سونتی‌سیکسرز، یوتا جاز، شیکاگو بولز، آتلانتا هاکس، و کلیولند کاوالیرز اشاره کرد.